# Identification d'une femme
Pour plus de détails, voir Fiche technique et Distribution.
Identification d'une femme (Identificazione di una donna) est un film italo-français réalisé par Michelangelo Antonioni, sorti en 1982.

## Synopsis
Niccolò est un réalisateur de cinéma qui vit à Rome. Il vient de divorcer et vit seul. Sa seule famille est sa sœur, gynécologue, et son petit garçon. Par hasard, Niccolò fait la connaissance d'une des patientes de sa sœur, une jeune et belle aristocrate appelée Mavi, et tous deux entament une liaison passionnée.
Niccolò reçoit alors une menace pour le pousser à quitter Mavi. Il tente de l'ignorer, mais se retrouve alors sous surveillance. Il se sent également mal à l'aise avec ses liens de sang bleu et ses anciens cercles sociaux. Puis sa sœur l'informe qu'elle, la candidate évidente au poste de chef du service de gynécologie, n'a pas été retenue. Niccolò pense que c'est l'œuvre de son maître chanteur. Ajoutée à la surveillance quotidienne 24 heures sur 24, la menace s'avère trop dure à supporter. Il parvient à convaincre Mavi de se rendre en voiture dans une vieille ferme à la campagne qu'il avait louée auparavant, mais le trajet dans le brouillard est traumatisant et ils se disputent violemment. Au matin, Mavi a disparu. À sa recherche à Rome, le seul ami de Mavi qui accepte de lui parler avertit Niccolò que Mavi est bisexuelle et fait allusion à une ancienne maîtresse jalouse.
En quête de compagnie et d'affection, Niccolò rencontre une jeune actrice de théâtre, Ida, mince et athlétique comme Mavi, une fille de la classe ouvrière qui aime la campagne et qui n'est ni cassante ni mystérieuse, mais tout à fait ouverte. Bien qu'elle soit heureuse de coucher avec lui, elle se rend compte qu'il est toujours obsédé par Mavi et par son maître chanteur. Ida trouve par hasard une piste pour retrouver Mavi. Se cachant dans l'escalier, hors de sa vue, Niccolò entend Mavi dire à la fille avec qui elle partage un appartement qu'elle doit continuer à se cacher de lui.
Acceptant enfin que Mavi ne reviendra jamais, il emmène Ida pour des vacances romantiques à Venise. Là, elle reçoit un appel de son médecin à Rome, qui lui confirme qu'elle est enceinte. Ida est folle de joie et veut garder le bébé, mais Niccolò n'a pas envie d'élever un enfant, surtout pas celui d'une autre personne.
De retour seul à Rome, Niccolò commence à réfléchir à son prochain film. Il imagine un vaisseau spatial construit à partir d'astéroïdes qui pourrait s'approcher du soleil. Il se souvient d'avoir parlé à son jeune neveu des voyages dans l'espace en lui disant : « Le jour où l'humanité comprendra de quoi est fait le soleil et quelle est sa puissance, peut-être comprendrons-nous l'univers tout entier et les raisons de tant de choses ». Son neveu lui répond : « Et après ? ».

## Fiche technique
- Titre : Identification d'une femme[1]
- Titre original : Identificazione di una donna
- Réalisation : Michelangelo Antonioni
- Scénario : Michelangelo Antonioni, Gérard Brach, Tonino Guerra
- Musique : John Foxx, Tangerine Dream, Steve Hillage et Miquette Giraudy, Paul Humphreys
- Décors : Andrea Crisanti
- Costumes : Paola Comencini
- Photographie : Carlo Di Palma
- Son : Mario Bramonti
- Montage : Michelangelo Antonioni
- Production : Giorgio Nocella, Antonio Macri
- Pays de production :  Italie  France
- Langue originale : italien
- Format : couleur
- Genre : drame
- Durée : 128 minutes (durée TV : 125 minutes)
- Dates de sortie :
  - France : (Cannes) : 23 mai 1982
  - Italie : (Sorrento) : 8 octobre 1982

## Distribution
- Tomás Milián (VF : Vania Vilers) : Niccolò
- Daniela Silverio (VF : Sylvie Moreau) : Mavi
- Christine Boisson (VF : elle-même) : Ida
- Marcel Bozzuffi (VF : lui-même) : Mario
- Gianpaolo Saccarola (VF : Marc François) : le "gorille" qui menace Niccolò
- Lara Wendel : la fille de la piscine
- Veronica Lazar : Carla Farra
- Enrica Fico (en) (VF : Martine Messager) : Nadia
- Sandra Monteleoni (VF : Monique Thierry) : la sœur de Mavi
- Itaco Nardulli (VF : Jackie Berger) : Lucio
- Sergio Tardioli : le boucher
- Alessandro Ruspoli (VF : Roger Crouzet) : le père de Mavi
- Luisa Della Noce (VF : Janine Darcey) : la mère de Mavi
- Barbara Nascimbene

## Analyse
Le film propose une réflexion sur les rapports de la femme et de l'homme. Ce dernier ne comprend pas toujours le comportement des femmes qu'il a connues. Cinq ans après Luis Buñuel et Cet obscur objet du désir, Michelangelo Antonioni travaille à son tour sur la relation entre hommes et femmes avec  une réflexion sur le dédoublement du personnage féminin central : deux actrices pour le même personnage de Conchita chez Buñuel ; chez Antonioni, deux actrices - la blonde Daniela Silverio et la brune Christine Boisson - pour deux personnages distincts qui peuvent cependant apparaître comme la double-face d'un fantasme.

## À propos du film
- Le tournage s'est déroulé dans la lagune de Venise.
- Tomás Milián est un acteur américain d'origine cubaine ayant essentiellement travaillé en Italie ; plus connu là-bas pour ses rôles dans des poliziotteschi ou des westerns spaghettis, il a également collaboré à quelques films d'auteur, notamment avec Luchino Visconti (Boccace 70), Liliana Cavani (Les Cannibales) et Bernardo Bertolucci (La Luna).
- Daniela Silverio, venue du théâtre, débute ici au cinéma.
- Créditée en troisième position dans le générique, Christine Boisson, qui a commencé sa carrière en 1974 au cinéma et au théâtre, n'intervient qu'au bout de la quatre-vingt-deuxième minute du film.
- Veronica Lazar est née en 1938 en Roumanie. Elle a débuté dans Le Dernier Tango à Paris de Bertolucci.
- La musique électronique du groupe Tangerine Dream (extraits des albums Ricochet et Tangram) accompagne le film.
- Le bref épilogue s'inspire de la science-fiction (sur le fond musical de Tangram).
- Antonioni rencontre sur le tournage Enrica Fico (en). Ils se marient en 1986.
- Une version restaurée du film sort en 2013, accompagnée de bonus (éditée par Gaumont).
- On retrouve dans le film deux chansons de Gianna Nannini extraites de son album "G.N." sorti en 1981, c'est Antonioni qui tournera le clip de la rock star italienne "Fotoromanza" en 1984.

## Distinctions
- Présenté au Festival de Cannes 82, où Antonioni a obtenu à 70 ans le « Grand Prix du 35e anniversaire du Festival », « pour l'esprit de recherche et la constante actualité de son œuvre » (magazine Première, 1982).